# 歌のグランドショー (テレビ朝日)
『歌のグランドショー』（うたのグランドショー）は、1982年10月28日から1983年3月17日までテレビ朝日系列局で放送されていたテレビ朝日製作の歌謡番組である。放送時間は毎週木曜 22:00 - 22:54（日本標準時）。

## 概要
『夢のビッグスタジオ』→『木曜ヒットショー』に続いて企画されたテレビ朝日木曜22時台の歌謡番組で、毎回生放送を行っていた。司会は高島忠夫と秋野暢子が務めていた。
番組は、歌唱力のあるベテラン歌手を招き、彼らが自ら企画した方法で各々の歌をじっくりと聴かせる「スペシャルコーナー」と、当時のヒット曲と新人歌手たちを紹介する「ヒット曲コーナー」の2つのコーナーで構成されていた。
なお、1960年代にもNHK総合テレビで同名の番組が放送されていたことがあるが、同番組との関連性は特に無い。

## 参考資料
- 朝日新聞縮刷版[どれ?]